# Maurizio Laureri
Maurizio Laureri (Milano, 17 marzo 1966) è un ex calciatore italiano, di ruolo difensore.

## Carriera

### Giocatore
Prodotto del vivaio interista, riesce a giocare solamente sette minuti con i nerazzuri, durante un derby di Coppa Italia, il 26 giugno 1985. La stagione successiva gioca col Monza in Serie B, prima di passare al Bari dove rimane per otto stagioni, intervallate da un prestito al Barletta nel 1989-1990.
Nel 1994 si trasferisce al Como in Serie B, cui seguono due anni con il Tolentino in Serie C2 e 3 col Mantova ancora in Serie C2. Abbandonati i professionisti, continua a giocare nelle serie minori con le maglie del Associazione Calcio Rodengo Saiano, Cusago e Corbetta.

### Allenatore
Quando ancora giocava nelle serie minori, già era diventato collaboratore dell'AIC Lombardia. Ha seguito il corso di Coverciano per l'abilitazione ad allenatore.

## Palmarès

### Club
- Campionato italiano di Serie B: 1

Bari: 1988-1989